# Wittmar
Wittmar là một đô thị ở huyện Wolfenbüttel, trong bang Niedersachsen, nước Đức. Đô thị Wittmar có diện tích 4,65 km².